# Kralj Pariza
Kralj Pariza (rus. Король Парижа) ruski je film redatelja Jevgenija Bauera.

## Radnja
Mladić igra karte i odjednom se ispostavi da je osumnjičen za prevaru. Poznati pariški avanturist odlučuje mu pomoći.

## Uloge
- Vjačeslav Svoboda
- Nikolaj Radin
- Emma Bauer
- Mihail Stalskij
- Marija Boldyreva

## Vanjske poveznice
- Kralj Pariza na Kino Poisk